# 维克托·斯克里普尼克
维克托·阿纳托利耶维奇·斯克里普尼克（烏克蘭語：Віктор Анатолійович Скрипник，1969年11月19日—）是一位乌克兰前足球运动员及现任足球教练。

## 球员生涯
斯克里普尼克出生于前苏联的新莫斯科夫斯克，由于此地位于第聂伯罗彼得罗夫斯克州境内，他的职业生涯始也顺理成章的始于苏联足球超级联赛俱乐部第聂伯罗彼得罗夫斯克。在1989年转会至扎波罗热冶金之前，他共为第聂伯在预备队联赛出场46次。而在为新东家上阵78场以后，他又在1994年重返第聂伯。此次二进宫令斯克里普尼克的职业生涯得到了质的飞跃，回到第聂伯的两年期间，他共在64次出场中打进7球，期间在比赛中表现出来的投入和拼劲也令他获得云达不来梅的垂青，并于1996年正式转战德甲。
斯克里普尼克在不来梅很快便赢得了“乌克兰小贝”的绰号，这甚至出现在每次主场比赛开始前，现场DJ在宣读球队阵型时的播报中。三年后，他随队夺得了德国杯冠军。尽管斯克里普尼克在职业生涯晚期逐渐失去了他在不来梅阵中的位置，但他仍是球迷的最爱之一——这不仅是因为其表现出的忠诚度和质朴。斯克里普尼克代表云达不来梅出战的最后一场正式比赛是在2004年5月23日，即球队夺冠的2003-04赛季的倒数第二个主场比赛日。在这场以6比0战胜汉堡的比赛中，他于第72分钟替换佩卡·拉格布罗姆登场。当不来梅于第84分钟获得点球机会时，现场球迷高呼斯克里普尼克主罚。同时其他队友也鼓励他走向点球点，最终他一蹴而就，射入自己职业生涯的最后一球。随后，斯克里普尼克在云达不莱梅夺得德甲及德国杯的双冠王后宣布挂靴。在此之前，他共为球队出场164次并射入7球。

## 教练生涯
挂靴后的斯克里普尼克随即在云达不莱梅开始执教生涯。从2004年至2005年，他是U-15梯队的助理教练，自2005-06赛季起，他又升任这支梯队的主教练。在他于2006-07赛季接管U-16梯队参加州级联赛后，他又晋升执掌U-18梯队的教鞭。至2013-14赛季，他成为了云达不来梅二队征战北部地区联赛的主教练。然后在2014年10月25日，斯克里普尼克接替因战绩不佳而被解雇的罗宾·杜特，正式成为德甲俱乐部云达不来梅的主教练。他与该队的合同一直持续至2017年止。
2016年9月18日，在客場1–4慘敗於門興格拉德巴赫後，斯克里普尼克遭到文達不萊梅解雇。

### 执教数据
最後更新：2016年9月19日
| 俱乐部         | 自             | 至             | 成绩 | 成绩 | 成绩 | 成绩 | 成绩  | 成绩   |
| 俱乐部         | 自             | 至             | 场   | 胜   | 平   | 负   | 胜%   | 注     |
| -------------- | -------------- | -------------- | ---- | ---- | ---- | ---- | ----- | ------ |
| 云达不来梅二队 | 2013年6月18日  | 2014年10月25日 | 47   | 31   | 7    | 9    | 65.96 |        |
| 云达不来梅     | 2014年10月25日 | 2016年9月18日  | 59   | 21   | 14   | 24   | 35.59 | [ 10 ] |
| 总计           | 总计           | 总计           | 106  | 52   | 21   | 33   | 49.06 | —      |

## 荣誉
- 德国足球冠军：2004年
- 德国杯冠军：1999年、2004年